# Newcastle Airport
Newcastle Airport (IATA: NCL, ICAO: EGNT) is op tien na het grootste vliegveld in het Verenigd Koninkrijk. Het ligt ongeveer 11 km ten noordwesten van het centrum van Newcastle.
Newcastle Airport is eigendom van 7 lokale autoriteiten (51%) en Luchthaven Kopenhagen (49%). De zeven lokale autoriteiten zijn: Provincie Durham, Gateshead MBC, Newcastle, North Tyneside MBC, Provincie Northumberland, South Tyneside en Sunderland.
In de afgelopen jaren is de luchthaven enorm gegroeid. De Engelse Luchtvaartdienst (CAA)noemde Newcastle het snelst groeiende regionale vliegveld van het Verenigd Koninkrijk. De luchthaven ontving 5,43 miljoen passagiers in 2006. Volgens een onderzoek van het Britse tijdschrift Wanderlust is het de meest favoriete noordelijke luchthaven van Engeland.
Newcastle International Airport heeft CAA Public Use Aerodrome Licence (Nummer P725), een vergunning voor het uitvoeren van vluchten voor de burgerluchtvaart en vlieglessen.

## Geschiedenis
De luchthaven werd geopend op 26 juli 1935 door de toenmalige Minister van Luchtvaart, Sir Phillip Cunliffe-Lister. Met een clubhuis, hangar, werkplaatsen, benzinepomp en een startbaan van gras kwamen de bouwkosten toen uit op £35.000.
Hoewel tijdens de Tweede Wereldoorlog het belangrijkste vliegveld in de regio Cramlington in Northumberland was, werd na de oorlog veel aandacht besteed om het huidige vliegveld uit te breiden. In de vroege jaren 50 werd ex-RAF piloot Jim Denyer benoemd tot luchthavendirecteur en binnen 5 jaar maakten 5000 mensen gebruik van de luchthaven om te reizen naar bestemmingen als Jersey en het Isle of Wight.
In de jaren zestig groeide het aantal passagiers op de luchthaven enorm. Dit kwam doordat de Britse bevolking vakanties in eigen land verving voor vakanties naar buitenlandse bestemmingen zoals Spanje. Een nieuwe baan werd aangelegd, samen met een nieuwe parkeerplaats voor vliegtuigen en een nieuwe verkeerstoren. Deze nieuwe toevoegingen werden geopend door de toenmalige premier Harold Wilson.
In de jaren zeventig, toen het passagiersaantal de 1 miljoen benaderde, kreeg de luchthaven de status Categorie B, dit maakte van het vliegveld een regionale internationale luchthaven. In de jaren tachtig werd er geïnvesteerd in check-in, catering en taxfree winkels. In 2000 werd een nieuwe £27 miljoen kostende uitbreiding geopend door premier Tony Blair en de eerste low-cost luchtvaartmaatschappij landde op de luchthaven, met een Go Fly vlucht naar London Stansted als opvolger van de niet meer bestaande Gill Airways. 2001 werd er grote winst geboekt doordat 49% van de aandelen in de luchthaven door Copenhagen Airports werd gekocht.
In augustus 2004 zag Newcastle de opening van de nieuwe vertrekterminal. De aanpassing bestond uit 3000 vierkante meter extra ruimte met nieuwe winkels, cafés en 1200 nieuwe stoelen in de wachtruimte.
In juli 2005 werd aangekondigd dat American Airlines vluchten naar New York JFK zou uitvoeren vanaf Newcastle. Door de hoge olieprijs heeft AA dit plan laten varen.
Sinds 1 september 2007 voert Emirates Airlines een dagelijkse vlucht uit naar Dubai International Airport.
Op 16 januari 2007 werd er een nieuwe gate aangelegd voor deze dienst. Dit bracht het aantal gates tot drie, de anderen worden meestal gebruikt door British Airways en Thomsonfly.
Op 23 maart 2007 werd de President van Newcastle Airport, John Parkin op non-actief gesteld.

## Toekomstplannen
De luchthaven heeft recent een Algemeen Plan, dat de ontwikkelingsvoorstellen tot 2016 bevat. Deze bestaan uit een nieuwe parkeergarage, een nieuw hotel met 187 kamers en de uitbreiding van de vrachtfacilliteiten in het zuiden van de luchthaven. Er wordt ook gekeken naar de haalbaarheid van:
- uitbreiding van de baan in het oosten,
- het omzetten van de kruising met de A696 in een ongelijkvloerse kruising om de verwachte toestroom van het verkeer op te vangen,
- een groot treinstation om de luchthaven te verbinden met het National Rail netwerk.

In november 2005 kondigde de luchthaven aan een nieuwe verkeerstoren te bouwen op het noordelijk gedeelte van het terrein om de oude te vervangen die gebouwd is in 1966.
Het werk begon in mei 2006 en het gebouw was gereed in oktober 2007. De kosten bedroegen £8,2 miljoen.
De toren is ontworpen door REID architecten, en vertoont gelijkenis met de toren van Edinburgh Airport. Inmiddels is de Newcastle VHF Omnidirectional Range station niet meer in gebruik, omdat de nieuwe toren storing zou veroorzaken. Hoewel de uitschakeling tijdelijk is verwacht men dat het dat het baken niet meer in gebruik zal worden genomen.
Recentelijk zijn er plannen aangekondigd voor een nieuw kantorencomplex ten zuiden van de hoofdstartbaan. Dit 3 verdiepingen tellende gebouw zou 170 nieuwe banen opleveren. Met het bekendmaken van deze plannen kwam het nieuws dat de luchthaven hoopt uit te breiden naar 10 miljoen passagiers (het dubbele van de huidige capaciteit) in 2016 en 15 miljoen in 2030. Hiervoor zal waarschijnlijk een nieuwe terminal nodig zijn.
Er wordt £70 miljoen geïnvesteerd in de luchthaven in de komende tien jaar.